# 무안 식영정
무안 식영정(務安 息營亭)은 대한민국 전라남도 무안군 몽탄면 이산리에 있는 조선시대의 건축물이다. 2002년 4월 19일 전라남도의 문화재자료 제237호로 지정되었다.

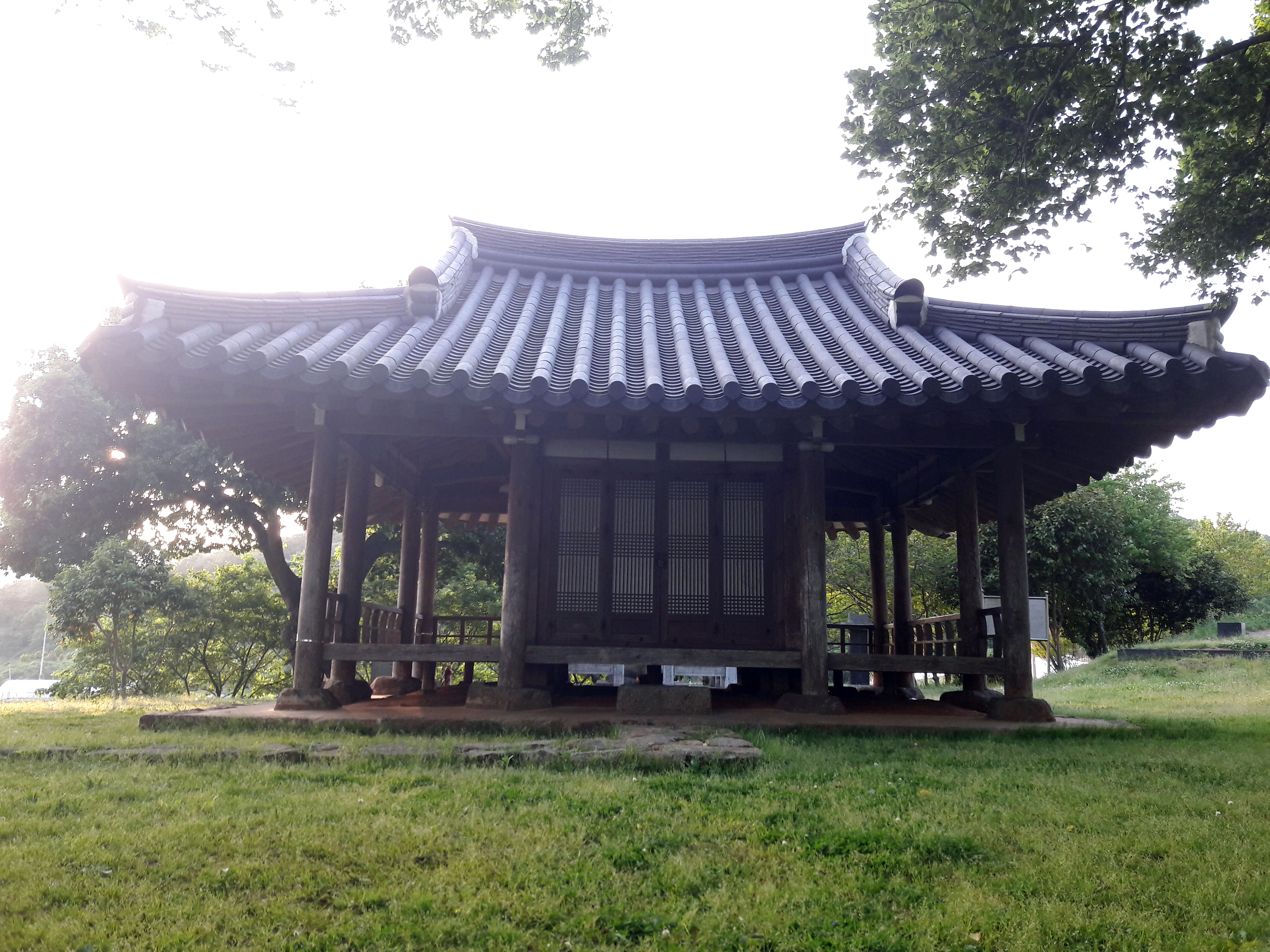
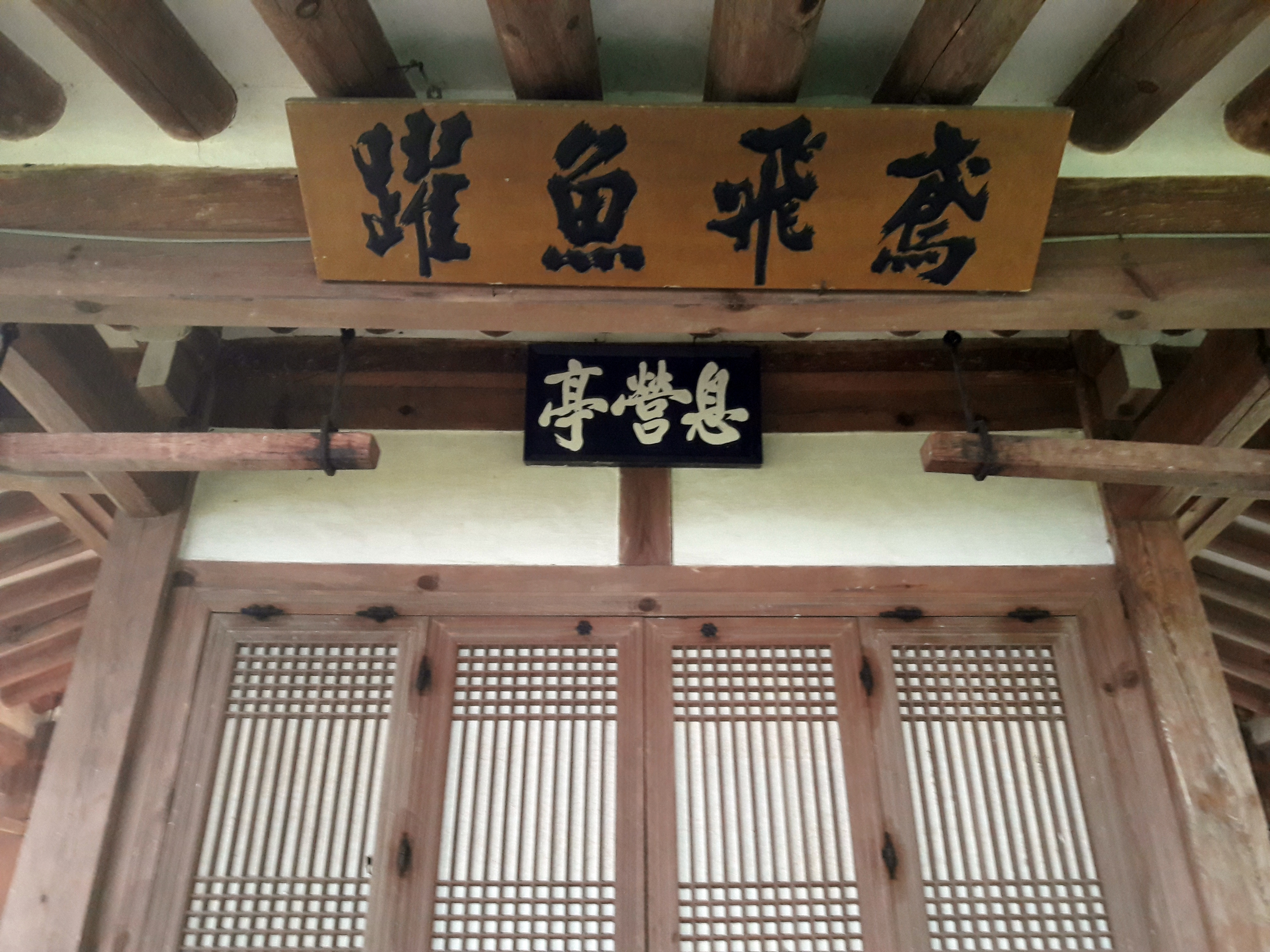
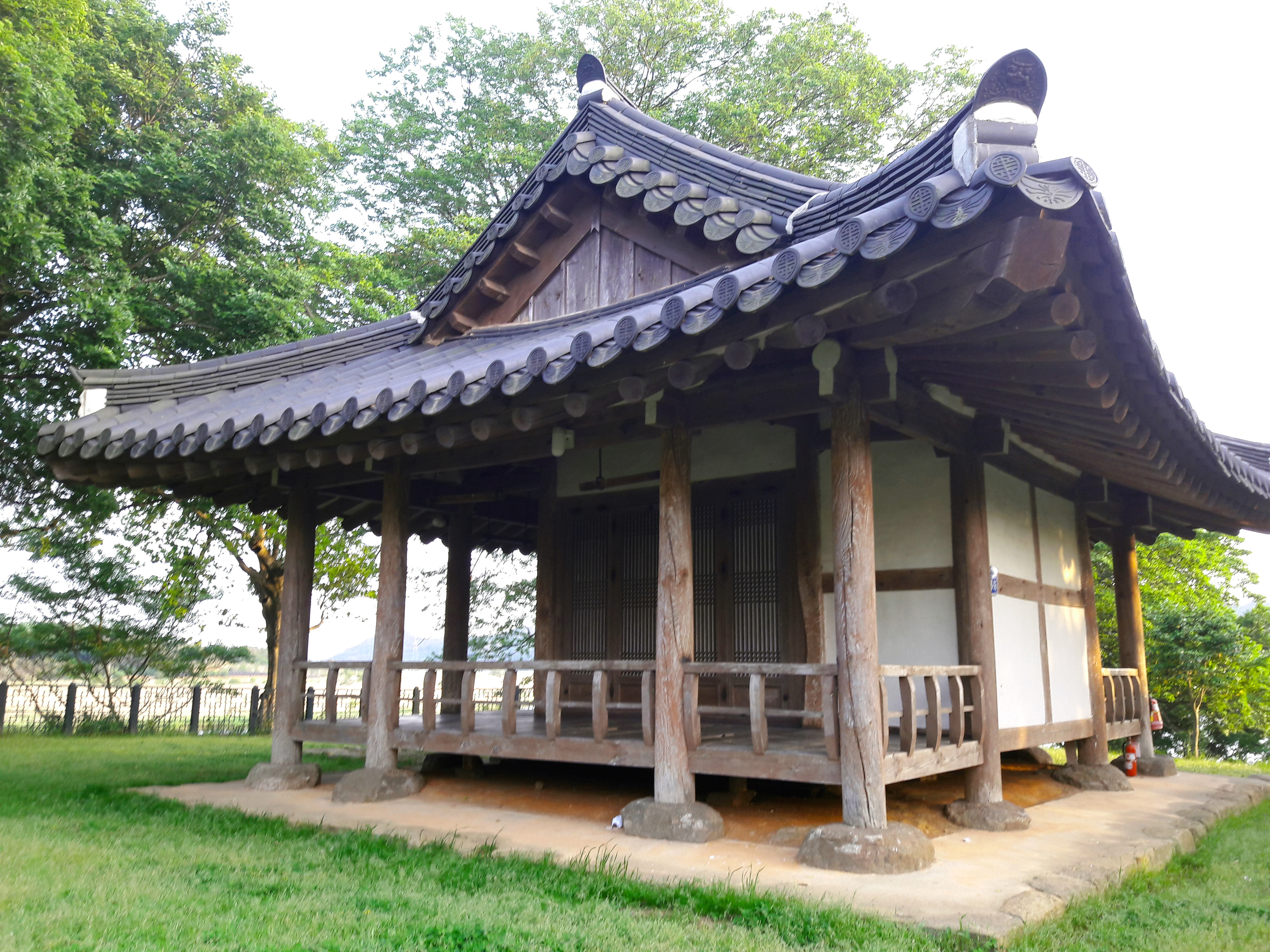

## 개요
식영정은 한호(閑好) 임연(1589∼1648)선생이 1630년에 무안에 입향 이후 강학소요처로 지은 정자로 영산강[이호(梨湖)]과 그 주변의 경관과 어울려 많은 시인 묵객들이 찾은 곳이다. 그리고 임연의 증손으로 『동사회강』을 지은 문인 학자인 노촌(老村) 임상덕(林象德, 1683∼1710)이 제현과 교류하는 등 무안 몽탄 이산리의 나주임씨 강학교류 공간이었다.
무안 이거와 경관, 정자건립 등에 관해서는 1643년경에 임연이 지은 『복거록(卜居錄)』에 잘 나타나 있고 교류한 문인도 많다.
식영정은 창건주 임연의 증손인 노촌 임상덕 등 대를 이어가면서 교류공간으로 기능하였다.
식영정은 인문적 측면에서 보면 영산강 유역의 대표적 정자라 해도 손색이 없다. 그리고 정자의 입지나 주변의 경관도 뛰어나다. 현재의 건물은 1900년대 초반에 중건한 건물이다.

## 현지 안내문
한호(閑好) 임연(林연, 1589~1648) 선생이 무안에 터를 잡은 이후 학문을 연구하고 토론하기 위해 지은 정자이다. 영산강과 그 주변 경관이 잘 어울려 많은 시인묵객이 찾아와 이때 교류한 문인도 제영(제목을 붙여 읊은 시)이 확인된 경우만도 28편 92편에 이른다 이러한 인문적 측면에서 식영정은 영산강유역의 대표 정자라 해도 손색이 없다.
현재의 건물은 1983년과 2004년에 고쳐지은 것이다. 정면 3칸, 측면 3칸 규모의 팔작지붕(옆에서 볼때 '八'자 모양) 정자로 중앙에 방 칸과 이를 둘러싼 마루로 구성되어 있다. 정자 안에서는 정면으로 펼쳐진 영산강 풍경과 멀리 들판을 바라보기에 알맞다.

## 참고 자료
- 무안식영정 - 국가유산청 국가유산포털